# Фарши, Алирза
Алирза Фарши (азерб. Əlirza Fərşi; род. 17 октября, 1978, Дизедж Екан, Меренд, Восточный Азербайджан, Иран) — азербайджанский национально-культурный деятель. Был арестован иранскими силами безопасности 21 февраля 2014 года вместе с другими национальными активистами за участие в церемонии Международного дня родного языка в Тегеране. Позже был приговорён к 15 годам тюремного заключения и двум годам ссылки в Баг-Малике, провинция Хузестан. Amnesty International объявила его узником совести за его непреступную деятельность, а также за защиту прав человека и родного языка и потребовала его немедленного освобождения вместе с рядом других организаций и учреждений/ Он также является основателем фонда «Наше село» (азерб. Kəndimiz), который занимается сбором и доставкой книг для детей в различные районы и села Южного Азербайджана.

## Жизнь и деятельность
Алирза Фарши родился в 1979 году в селе Дизедж Екан, Меренд. Его отец погиб во время ирано-иракской войны. В 1998 году он поступил в Технологический университет Шарифа, где изучал вычислительную технику. Позже он получил степень магистра в Тегеранском университете. Во время учебы в университете работал в редакции журнала «Йол», издаваемого на азербайджанском языке в Тегеранском университете. После окончания в течение года жил в Тебризе. Позже он преподавал в университете Азад в Джульфе. В дополнение к своей преподавательской деятельности он учредил фонд «Наше село», который занимается сбором и доставкой книг для детей в различные районы и села Южного Азербайджана, где сам лично участвовал в доставке книг. За прошедшие годы фонд «Наше село» подарил тысячи книг детям, проживающим в десятках населённых пунктов.

## Арест и последующие действия
Он и его жена Сима Дидар были арестованы в мае 2009 года во время акции протеста посвященной образованию на родном языке на площади Эль-гёлю в Тебризе. Хотя суд приговорил их к одному году лишения свободы, суд второй инстанции сократил срок их содержания под стражей до шести месяцев. В 2010 году его уволили с преподавания в университете Азад в Джульфе. После перевода в Тебризскую тюрьму он был временно освобожден под залог. В 2011 году его снова арестовали и перевели в Тебризскую тюрьму.
Акбар Азад, Бехнам Шейх, Хамид Манафи Надарли, Махмуд Оджаглы, Рустам Казимпур, Мансур Фатхи и Азиз Фарши были арестованы в Тегеране в 2014 году за участие в церемонии
Международного дня родного языка. Позже он был приговорен к 15 годам тюремного заключения и двум годам ссылки в Баг Малик, провинция Хузестан. Активистов Акбара Азада и Алирзу Фарши, содержавшихся в тегеранской тюрьме Эвин, через два месяца после ареста перевели в более строгое 305-е здание.
22 сентября 2021 года Алирза Фарши объявил, что объявит трехдневную голодовку в знак протеста против жестоких и несправедливых приговоров судей в судах Исламской Республики Иран, а также против лишения азербайджанских тюрок образования на их родном языке в школах. Позже к протесту в поддержку Алирзы Фарши присоединился политзаключенный Аббас Лисани.
В ноябре 2021 года написал открытое письмо судебным приставам в связи с лишением права на выезд. В своем письме он объяснил, что его болезнь ухудшается, что ему требуется операция на глаза, что у него диабет 2 типа, и потребовал, чтобы его отпустили в отпуск и лечили вне тюрьмы. Он также раскритиковал свое тюремное заключение за участие в церемонии, посвященной Международному дню родного языка, и за его работу по защите прав азербайджанского языка и этнической принадлежности в соответствии с законом, отметив, что за 20 месяцев заключения ему дали всего три выходных дня.
12 декабря 2021 года Алирза Фарши, отбывавший наказание в тюрьме Большого Тегерана, начал трехдневную голодовку. В открытом письме из тюрьмы он сказал, что голодовка проводится в знак протеста против загрязнения окружающей среды, в том числе высыхания озера Урмия, сброса отходов в реку Араз, условий жизни рабочих и учителей, безработицы в Азербайджане и незаконного давление на азербайджанских национальных активистов.

## Протесты против его ареста
Amnesty International объявила его узником совести и потребовала немедленного освобождения, поскольку он не имел судимостей и защищал права человека и права на родной язык.
В мае 2021 года Общество прав человека «Эрк-Азербайджан» направило в ООН письмо под названием «Мониторинг положения азербайджанских культурных заключенных». В этом письме
они выразили обеспокоенность состоянием Алирзы Фарши. Во время заключения у Алирзы Фарши был диагностирован диабет, и его состояние ухудшилось из-за отсутствия лечения. Кроме того, хотя его зрение было нарушено и глаза нуждались в хирургическом вмешательстве, условий для его лечения и операции не было создано.
5 июля 2021 года национально-культурные активисты распространили на улицах Тебриза листовки с требованием освобождения политзаключенного Алирзы Фаршия. Активисты расклеили
плакаты и листовки с лозунгами «Алирза Фарши, человек обречен на свободу», «С днем рождения, национальный герой азербайджанского тюркского народа, отец Бабек» на стенах в
большинстве районов Тебриза и раздали их населению. Кроме того, 5 июля в Маранде прошел митинг в поддержку Алирзы Фарши и против несправедливости в отношении него. Национально-культурные активисты в Маранде распространили плакаты с надписями «Жизнь Алирзы Фарши в опасности», «Азербайджанские политзаключенные — наша красная линия» и вывесили транспарант на городском мосту.
16 июля 2021 года 18 правозащитных групп выступили с совместным заявлением в поддержку Алирзы Фарши. В своих заявлениях они отметили, что Алирза Фарши подвергся жестокому, бесчеловечному и унижающему достоинство обращению в тюрьме и не получала необходимой ему медицинской помощи. Они призвали официальных лиц Исламской Республики Иран принять необходимые меры для защиты жизни и здоровья Алирзы Фарши и оказания специализированной медицинской помощи по мере необходимости. Они также требовали
немедленного и безоговорочного освобождения Алирзы Фарши, а также суда над лицами, допустившими неправомерные обвинения и жестокое обращение.
В августе 2021 года специальный докладчик ООН по правам человека в Иране Джавид Рахман представил Генеральной Ассамблее ООН свой очередной доклад о нарушениях прав человека в Иране. В своем 25-страничном отчете он отметил, что азербайджанские активисты гражданского общества, такие как Аббас Лисани и Алирза Фарши в Иране и Азербайджане, преследовались за защиту прав меньшинств, и что Алирза Фарши подвергался физическому насилию и жестокому обращению в тюрьме.
В октябре 2021 года национально-культурные деятели вывесили на улицах Тебриза транспаранты с лозунгами «Свобода», «Алирза Фарши», «Человек обречен на свободу», «Дай мне руку, я горю желанием быть изгнанным - Я лежу в темноте 43 года».